# شورشی (رمان)
شورشی (انگلیسی: Insurgent) رمانی در سبک علمی-تخیلی از نویسندهٔ آمریکایی ورونیکا راث است که توسط انتشارات هارپرکالینز در سال ۲۰۱۲ منتشر شد.
این کتاب در ایران با همین نام توسط امیرمهدی عاطفی نیا به فارسی ترجمه و توسط آذرباد به چاپ رسیده است.
در سال ۲۰۱۵ فیلمی با عنوان ناهمتا: یاغی بر اساس این کتاب اکران شد.